# Lærerseminarium
 Der er for få eller ingen kildehenvisninger i denne artikel, hvilket er et problem. Du kan hjælpe ved at angive troværdige kilder til de påstande, som fremføres i artiklen.

Lærerseminarium eller seminarium er en uddannelsesanstalt for lærere navnlig til folkeskolen, men også andre skoleformer under gymnasialt niveau (dvs. 1.-10. klasse), privatskoler, ungdomsskoler og voksenundervisning med undervisning frem til folkeskolens Afgangsprøver og folkeskolens 10. klasseprøve.

## Oprindelse
I oldtiden blev ordet brugt om uddannelsesanstalter af enhver art. I sin nuværende betydning møder vi det hos August Hermann Francke, der 1695 i Halle oprettede et seminarium praeceptorum, der uddannede lærere til vajsenhuset og hans andre skoler. Til Danmark nåede tanken om en særlig læreruddannelse i 1760'erne, da konsistorialråd Balthasar Petersen i Tønder begyndte at uddanne lærere (Tønder Seminarium).
Fastere form fik seminariet i Kiel i Holsten, der frem til 1864 hørte til Danmark. Det åbnede i 1781 efter filantropisternes mønster; men oprettelsen af seminarier i kongeriget nord for Kongeåen falder i de store reformers tid i sidste tiår af det 18. århundrede.

## Opstart i Danmark
Kong Christian 6. havde udstedt forordningen om skoler på landet 23. januar 1739; men de tilsigtede bestræbelser løb ud i sandet, da ingen kunne påvise, hvor de nødvendige penge skulle tages fra, og alt blev ved det gamle. Men da kronprins Frederik i 1784 kom i spidsen for regeringen, og bondestandens oplysning kom til at ligge ham på sinde, foranledigede han i 1789 nedsat en kommission, der skulle fremkomme med forslag om en forbedring af landets folkeskolevæsen. En af de opgaver, kommissionen straks stillede sig, var at arbejde for en ordnet læreruddannelse, og dette arbejde resulterede i oprettelsen af det første seminarium i kongeriget på Blågård. Seminariet åbnedes 14. marts 1791 under kommissionens ledelse med J.Chr.G. Clausen som førstelærer og H.V. Riber som andenlærer. Det var meningen, at der skulle optages 2–300 elever, men tallet dalede snart til 40. I 1809 flyttede seminariet til Jonstrup og kom til at hedde Jonstrup Seminarium.

## Udbygning
Det næste seminarium i rækken oprettedes i 1794 på Brahetrolleborg af den stærkt skoleinteresserede greve Johan Ludvig Reventlow. Det var indrettet på at optage 32 elever. Undervisningstiden skulle være fireårig og fagene de samme som på Blågård. Professor J.F. Oest blev forstander. Skønt alle gjorde alt for at bringe noget fortrinligt ud af Brahetrolleborg Seminarium, måtte virksomheden dog standse i 1826 på grund af økonomiske vanskeligheder, men måske især fordi oplysningstidens idealer blegnede i det ny århundrede.
Blågård og Brahetrolleborg Seminarier kunne ikke tilfredsstille kravene om uddannede lærerkræfter til landsbyskolerne. Der optræder derfor en helt ny form, de såkaldte præstegårdsseminarier. Det første af dem, Vesterborg Seminarium, oprettede præsten (senere biskop) P.O. Boisen i Vesterborg i 1801 (nedlagt 1831), og det blev mønster for de nye:
I 1802 begyndte præst (senere amtsprovst) Eiler Hammond et seminarium i sin præstegård i Brøndbyvester (nedlagt 1819).
I 1803 grundlagde amtsprovst P.A. Wedel et seminarium i Skårup præstegård (nedlagt i 2009).
I Borris ved Skjern Å åbnede præsten C.J.L. Krarup i 1806 et seminarium, der blev nedlagt i 1826.
I 1812 grundlagde præsten N.L.C. Bentzon Snedsted Seminarium i Snedsted. Dette seminarium ophørte i 1848, da Ranum Seminarium ved Løgstør blev grundlagt med Snedsted Seminariums forstander Ludvig Christian Müller som første forstander.
I 1812 indrettede præsten C.G. Flemmer et seminarium i sin præstegaard i Besser på Samsø. Det lukkede allerede i 1818.
I 1813 åbnede amtsprovst H.P. Barfod Lyngby Seminarium ved Grenå; det blev statsseminarium, der blev nedlagt i 1874.
I 1815 fik residerende kapellan J. Becher i Bjørnsholm og Malle tilladelse til at begynde et seminarium i Ranum; det bestod til 1819. Men i 1848 kom der et nyt Ranum Seminarium.
Det sidste i rækken af præstegårdsseminarier oprettedes af præsten L.A. Hjorth i Nylars på Bornholm; det nedlagdes i 1820, da han mente, at de 20 uddannede seminarister kunne tilfredsstille behovet for lange tider. I de første 25 år var der på de bestående seminarier uddannet 822 lærere. Forskellige forhold, såvel materielle som åndelige, bevirkede en standsning i oprettelser af præstegaardsseminarier. Ingen består. Skårup Seminarium, Jonstrup Seminarium og Ranum Seminarium blev nedlagt sammen med flere andre seminarier.
I slutningen af 1850'erne rejste der sig i rigsdagen såvel som i befolkningen en uvilje mod statsseminarierne, og læreruddannelsen kom for en del over på private hænder.
I 1859 oprettede J.T.A. Tang et seminarium i København, der fik navnet Blågård Seminarium, da det kom til at ligge nær den gamle »Blaagaard«. Et tidligere seminarium grundlagt 1791 havde heddet Blaagaard, men
det flyttede ud og blev til Jonstrup Seminarium. Det nye Blaagaard efterfulgtes i 1861 af »Kjøbenhavns Seminarium« (nedlagt 1896) og i 1862 af Gedved Seminarium. Ved siden af disse mandsseminarier opstod særlige uddannelsesanstalter for kvinder: N. Zahles Seminarium i 1860 og Femmers Seminarium i 1861.
Horsens Seminarium blev grundlagt i 1880 som kvindeseminarium.
Vordingborg Seminarium blev grundlagt i 1882 som fællesseminarium.
Vesterbro Seminarium i København blev grundlagt i 1883 som mandsseminarium, men blev i 1904 sluttet sammen med Tangs Seminarium (Blågård).
Silkeborg Seminarium blev grundlagt i 1886 som fællesseminarium.
Nørre Nissum Seminarium blev grundlagt i 1892 som indremissionsk mandsseminarium.
Nexø Seminarium blev grundlagt i 1896 som fællesseminarium på Bornhorm, og det ophørte i 1918.
Th. Langs Seminarium i Silkeborg blev oprettet som kvindeseminarium i 1896.
Ribe Seminarium blev oprettet i 1899 som fællesseminarium, og det blev statsseminarium i 1918.
Haslev Seminarium blev oprettet som privatseminarium i 1905 og dimitterede de første færdiguddannede lærere i 1909).
Hjørring Privatseminarium dimitterede første gang i 1909 og sidste gang i 1917), men sidenhen er der på stedet kommet et andet Hjørring Seminarium.

## Særlige kulturforhold
Helt op til midten af 1900-tallet havde man separat undervisning af mænd og kvinder på de fleste seminarier, og lærerinder fik en væsentligt ringere løn end lærere for det samme arbejde frem til slutningen af 1960'erne.
Den danske Realskoles Seminarium dimitterede første gang lærere i 1910 og sidste gang i 1919), og Aarhus Kvindeseminarium dimitterede første gang i 1912.
Kristelig Forening for unge Mænds Seminarium, KFUM-seminariet Frederiksberg Seminarium blev oprettet i 1919 og dimitterede første gang i 1920 og var selvfølgelig kun for mænd, men i dag har også kvinder adgang. Nogle årtier senere fandtes i en årrække Hellerup Seminarium som en filial af det lutherskmissionske Frederiksberg Seminarium.
De private seminarier har været statsanerkendte for at kunne uddanne lærere (og lærerinder) på lige fod med statsseminarierne. Antallet har varieret, men været stabilt. Et af de første seminarier, der optog begge køn som elever, var Odense Seminarium grundlagt i 1895 som fællesseminarium, men også som videreførelse af henholdsvis et kvinde- og et mandsseminarium fra henholdsvis 1880 og 1891.
I 1949 oprettedes det første Aftenseminarium, Københavns Aftenseminarium, KAS, som senere flyttede til Skovlunde under navnet KDAS. Målsætningen for dette seminarium var bl.a. at få flere ufaglærte til at søge læreruddannelsen.

## 1950 – 1979
I 1954 blev en ny læreruddannelseslov vedtaget af Folketinget. Undervisningsminister Julius Bomholt betegnede den som et frihedsbrev til seminarierne. Der var kun prøver i få fag, og der var gode muligheder for pædagogisk nytænkning. Vedtagelsen af ny folkeskolelov i 1958 var den formelle begrundelse for at nedsætte et reformudvalg. En ny lov blev dog først vedtaget med virkning for året 1966. Fra 1962–1966 kunne seminarierne i vid udstrækning eksperimentere med fagenes antal og placering, hvilket skabte inspiration for den endelige lovtekst. I starten af perioden var der en udbredt lærermangel, som gjorde det nemt at skaffe sig et job som lærer, ofte før uddannelsen var afsluttet.
Loven af 1966 udgjorde især en udvikling i en mere boglig retning, bl.a. ved at udvide antallet af linjefag til 2, der afvikledes over et 3–årigt forløb.
Optagelsen af studerende nåede sit højeste i 1973, hvilket markerede afslutningen på 20 års uafbrudt vækst ved seminarierne. Da disse var stærkest udbyggede i 1970'erne, foregik læreruddannelsen ved 29 selvstændige institutioner.

## Afvikling

### 1980’erne
Ved nedlæggelser og sammenlægninger i 1982 og 1989 blev af antallet af seminarier reduceret til 18. Nedlæggelserne satte dybe spor i lokalpolitikken og i Herning Kommune kostede nedlæggelsen af seminariet den siddende borgmester posten. Nedlæggelserne skyldtes især frygt for ledighed blandt lærere i folkeskolen, idet en række prognoser om lærerarbejdsmarkedet forudså denne udvikling. Dette førte til et fald i ansøgertallet, som var meget lav i midten af 1980’erne.
Nedlæggelserne af institutioner kunne ikke alene afbøde virkningen af den faldende søgning, hvorfor Undervisningsministeriet, der på dette tidspunkt styrede seminarierne gennem bevillinger til holddannelse, tillod færre studerende på det enkelte hold. Desuden blev der givet mulighed for at gennemføre kurser i efter- og videreuddannelse, hvilket medvirkede til, at fyringstruede seminarielærere i nogen grad fastholdt tilknytningen til ansættelsesstedet.

### 1990'erne
I 1991 vedtog Folketinget en ny lov om uddannelse af lærere til folkeskolen, som blot var en justering af principperne i den eksisterende lov fra 1966. Samme år blev nye budgetprincipper vedtaget, således at den enkelte institution havde større råderum over sin økonomi, og i 1994 blev taxameterstyringen indført. I dette budgetsystem er bevillingerne afhængige at institutionernes studenterårsværk, således at alle økonomiske dispositioner inden for bevillingen er overladt til den enkelte institution.
Seminarierne var nu overladt til markedskræfterne, som skulle vise sig at være gunstige i slutningen af 1990’erne, hvor antallet af kvalificerede ansøgere steg markant. Den politiske opmærksomhed om uddannelsen udmøntede sig nu i en ny lov, som blev vedtaget i 1997 med virkning fra 1998. Hovedindholdet var en afskaffelse af de almendannende fag, en styrkelse af praktikken og linjefagene og indførelsen af et afsluttende professionsbachelorprojekt.

### Siden årtusindeskiftet
I år 2000 blev MVU, som læreruddannelsen hører under, samlet i CVU’erne. Seminarierne havde fortsat selvstændig administration og ledelse med en rektor i spidsen, men var økonomisk underlagt den nye konstruktion.
Som en del af KDAS blev der oprettet en læreruddannelse på Bornholm i 2001.
Antallet af studerende ved seminarierne nåede et højdepunkt i 2002, men faldt herefter markant. Gennemførelsen (i % af de optagne) var allerede faldende fra slutningen af det foregående årtusinde. I 2002 blev meritlæreruddannelsen etableret med en tilsvarende udvikling, idet optagelsen faldt fra 1.875 i 2003 til 861 i 2007.
Allerede i 2003 afgav Evalueringsinstituttet en rapport, der bl.a. konkluderede, at den vigende søgning skyldtes de øgede arbejdsbyrder, som den nye læreruddannelse havde pådraget de studerende.. Andre analyser kædede den faldende interesse for at uddanne sig til lærer sammen med de små årgange eller med lærerarbejdets faldende status i befolkningen.
I en redegørelse til Folketinget fra marts 2004 understregede undervisningsminister Ulla Tørnæs et behov for en ændring af uddannelsen, bl.a. ved at overveje en styrkelse af dansk og matematik og reduktion i antallet af linjefag, som den enkelte studerende kunne vælge. Dette blev grundlaget for en ny lov, som den nye undervisningsminister, Bertel Haarder fik vedtaget i Folketinget i 2006 
Kort efter vedtagelsen af den nye lov blev det samtidig besluttet, at CVU’erne skulle afvikles og overføres til 8 nye professionshøjskoler.

## De nye læreruddannelsessteder
Siden 2007 er læreruddannelsen placeret ved de 8 professionshøjskoler. Den er nu defineret som en professsionsbacheloruddannelse under MVU.
Samtidig er betegnelsen for den fysiske placering af læreruddannelsen i Danmark officielt ændret til læreruddannelsessteder. Institutionerne er administreret af professionshøjskolernes bestyrelser og en central administration. Læreruddannelsesstederne fremgår af Undervisningsministeriets portal.

### Nedlæggelser på Fyn og Sjælland
I 2010 blev læreruddannelsesstederne i Skårup og Haslev nedlagt. UCSJ's bestyrelse planlagde at nedlægge Holbæk Seminarium i 2008, men efter Regionsrådets mellemkomst blev denne beslutning omgjort. I december 2013 besluttede UCSJ's bestyrelse endeligt at lukke læreruddannelsen i Holbæk med virkning fra sommeren 2014. Et nyt læreruddannelsessted blev dog oprettet i en campus i universitetsbyen Roskilde i 2007.

### Planlagte nedlæggelser i Jylland
Nørre Nissum Seminarium og Skive Seminarium skulle efter planerne være fusioneret og placeret i Holstebro senest i 2012, men massive protester fra lokalsamfundene bevirkede, at bestyrelsen for VIA University College på et møde d. 1. februar 2010 besluttede, at de to uddannelsessteder kan fortsætte, hvis de lever op til en række fastsatte kvalitetskrav.

### 18 planlagte læreruddannelsessteder
I januar 2010 var planlægningsforudsætningen, at de 8 professionshøjskoler fremover skulle udbyde læreruddannelsen på 18 forskellige lokaliteter.

## Oversigt over lærerseminarier

### Seminarium nedlagt før 1981
- Horsens Kvindeseminarium (1878-1918)[20]

### Oversigt over 31 lærerseminarier i 1981
1. Blågård Seminarium[21] (Fusioneret med KDAS som en del af UCC i 2008)
2. Bornholms Seminarium i Rønne (hører administrativt under Københavns Professionshøjskole, UCC)
3. Esbjerg Seminarium (Nedlagt 1989;[22] aktiviteter blev flyttet til Ribe Seminarium, men genopstod i Esbjerg i 2008,[23] da Ribe Seminarium blev flyttet til universitetsbyen Esbjerg[24])
4. Frederiksberg Seminarium
5. Gedved Statsseminarium[25] (Nedlagt 1986)[26]
6. Jelling Seminarium
7. Haderslev Seminarium
8. Haslev Seminarium (Nedlagt i 2011; aktiviteterne blev flyttet til universitetsbyen Roskilde)[27]
9. Hellerup Seminarium (Nedlagt 1982; aktiviteterne blev overflyttet til Frederiksberg Seminarium)[28]
10. Herning Seminarium[29] (Nedlagt 1989)[22][30][31]
11. Hjørring Seminarium
12. Holbæk Seminarium[32] (Nedlagt juni 2014;[16] aktiviteterne blev flyttet til universitetsbyen Roskilde)
13. Jonstrup Seminarium (Nedlagt 1989; aktiviteterne blev overflyttet til Blågård Seminarium)[22]
14. Kolding Seminarium (Nedlagt som lærerseminarium 1989,[33] men fortsat som pædagogseminarium)[22]
15. Marselisborg Seminarium (Nedlagt 1989;[22] aktiviteter blev flyttet til Århus Seminariums lokaler med fællesbetegnelsen ÅDAS)
16. Københavns Dag- og Aftenseminarium (Nedlagt 2008; aktiviteter blev flyttet til Blågård Seminarium i dettes lokaler under UCC)
17. Nørre Nissum Seminarium (har været lunkningstruet[34] flere gange[35])
18. N. Zahles Seminarium
19. Odense Seminarium (Skaarup Seminariums aktiviteter blev i 2010 flyttet til Odense)
20. Ranum Seminarium (Nedlagt 1982)[36]
21. Ribe Seminarium (Nedlagt 2008,[37] men samtidig genopstod[30] læreruddannelsen i universitetsbyen Esbjerg)
22. Roskilde Seminarium (Opstod 2011, da først Haslev og senere Holbæk Seminariers aktiviteter blev flyttet til universitetsbyen Roskilde)
23. Statsseminariet på Emdrupborg (Nedlagt 1982; aktiviteter blev flyttet til Blågård Seminarium)
24. Silkeborg Seminarium[38][39]
25. Skive Seminarium (har været lunkningstruet[40])
26. Skaarup Seminarium (Nedlagt sommeren 2010; aktiviteterne blev overflyttet til universitetsbyen Odense)[41]
27. Tønder Seminarium (Nedlagt 1989)[22]
28. Th. Langs Seminarium (Nedlagt 1982; aktiviteterne blev overflyttet til Silkeborg Seminarium)[42]
29. Vordingborg Seminarium
30. Århus Seminarium (Fra 1989 Århus Dag- og Aftenseminarium (ÅDAS))
31. Aalborg Seminarium

Om nedlæggelses eller fusions ikrafttræden.
Samt efter særlig lovgivning: Det Nødvendige Seminarium, Tvind (Frataget statsstøtten 1989)

### Oversigt over 14 lærerseminarier (også kaldet læreruddannelsessteder) i 2019
fremgår af danmarkskort, som findes på UG.dk
Nordjylland og Midtjylland
- Aalborg (universitetsby)
- Aarhus (universitetsby)
- Hjørring
- Silkeborg[46]
- Skive (har været lunkningstruet)[40]
- Nørre Nissum[47] ved Lemvig (har været lunkningstruet)[40]

Fyn og Sydjylland og Sønderjylland
- Odense (universitetsby)
- Esbjerg (universitetsby)
- Jelling ved Vejle
- Haderslev (har på et tidspunkt udbudt læreruddannelse som online e-læring, kaldet den digitale læreruddannelse)[48]

Sjælland (inkl. Hovedstaden) og Bornholm
- Roskilde (universitetsby)
- Vordingborg (har på et tidspunkt tilbudt engelsksproget læreruddannelse)[49]

- UCC på Frederiksberg (universitetsby)
- Bornholms Seminarium i Rønne (hører administrativt under Københavns Professionshøjskole, UCC)

## Optagelse
Optagelsen af nye studerende ved seminarierne har udviklet sig således:
- 1985:	1.508
- 1990:	1.713
- 1995:	3.801
- 2000:	4.280
- 2002:	4.538
- 2004:	4.174
- 2006:	3.534
- 2008:	2.645
- 2010:	3.458
- 2012:	3.524